# Echobox

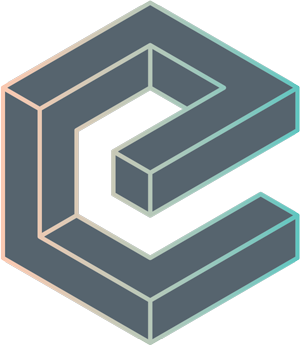
Logo Echobox

Echobox est une entreprise spécialisée dans l’intelligence artificielle (IA) qui a son siège social à Londres, Angleterre[réf. nécessaire]. Elle utilise l'intelligence artificielle et l'apprentissage automatique pour automatiser la publication sur les réseaux sociaux des éditeurs de journaux, chaînes de télévisions et autres groupes de média,.
Parmi ses clients, Echobox compte : Le Monde, Le Figaro, Radio France, France Télévisions, 20 Minutes, Le Télégramme, L'Est Républicain, Condé Nast, The Guardian, Newsweek et The Times,,,.
En 2021, avec plus de 80 employés, Echobox a plus de mille clients dans une centaine de pays.